# 托摩列谢三世
托摩列谢三世（Thommo Reachea III，1690年—1747年），柬埔寨黑暗時期的一位國王。曾三度在位：1702年-1705年，1707年-1714年，1736年-1747年。本名安丹，越南史料稱之為匿螉深。
托摩列谢三世是吉·哲塔四世之子。1702年，吉·哲塔四世已年老的緣故，傳位給他。不久後，托摩列谢三世懷疑安恩謀反，派兵攻打安恩。他得到了暹羅兵的幫助，將安恩驅逐。安因逃往嘉定（今胡志明市），向阮主求救。阮福淍派阮久雲擊敗暹羅軍隊，送安恩回到洛韦（越南史料稱羅碧）。托摩列谢三世逃往暹羅，吉·哲塔四世復位，至1707年再度傳位給托摩列谢三世。 
1714年，在暹羅的幫助下，他再度出兵，攻陷洛韦，包圍安恩。阮福淍派陳上川、阮久富出兵，將吉·哲塔四世和托摩列谢三世父子二人包圍在洛韦城中。父子二人畏懼，出奔暹羅。陳上川便立昂恩為柬埔寨國王，是為乔华三世。
乔华三世病死後，子萨达二世繼位。1736年，托摩列谢三世自暹羅回，舉兵驅逐了萨达二世，萨达二世逃往嘉定。
1747年，托摩列谢三世病死。其子托摩列谢四世嗣立。
托摩列谢四世、安兴（Ang Hing）和吉·哲塔七世是他的兒子，列密提巴迭五世（安東）是其女婿。